# Vlorë (stad)
Vlorë ([vlɔɾ(ə)]; bepaalde vorm: Vlora; Grieks: Αυλώνας, Avlonas; Italiaans: Valona; Turks: Avlon(y)a) is een stad (bashki) in het zuidwesten van Albanië. De stad ligt zuidelijk van Fier en noordwestelijk van Sarandë aan de gelijknamige Golf van Vlorë, een inham van de zuidelijke Adriatische Zee. Met 105.000 inwoners (2011) is Vlorë de zesde stad van het land. Het is de hoofdstad van de gelijknamige prefectuur tegen de Griekse grens.
De haven van Vlorë is na de die van Durrës de grootste van het land; ze is vooral van belang als marinehaven.

## Bestuurlijke indeling
Administratieve componenten (njësitë administrative përbërëse) na de gemeentelijke herinrichting van 2015 (inwoners tijdens de census 2011 tussen haakjes):
Novoselë (8209) • Orikum (5503) • Qendër Vlorë (7621) • Shushicë (3981) • Vlorë (79513).
De stad wordt verder ingedeeld in 39 plaatsen: Akërni, Aliban, Babicë e Madhe, Babicë e Vogël, Beshisht, Bestrovë, Bishan, Bunavi, Çeprat, Cerkovinë, Delisuf, Dëllenjë, Drithas, Dukat Fshat, Dukat, Fitore, Grabian, Hoshtimë, Kaninë, Kërkovë, Llakatund, Mekat, Mifol, Nartë, Novoselë, Orikum, Panaja, Poro, Radhimë, Risili, Sazan, Sherishtë, Shushicë, Skrofotinë, Tragjas, Trevllazër, Vlorë, Xhyherinë, Zvërnec.

## Geschiedenis
De stad heeft lang bekendgestaan onder haar Italiaanse naam Valona. In de oudheid heette de stad Aulon, oorspronkelijk een Griekse nederzetting aan de Illyrische kust. Het was achtereenvolgens in Byzantijnse en Servische handen (vanaf 1345), waarna het in 1464 deel ging uitmaken van het Ottomaanse Rijk . Daartoe zou het tot aan het begin van de 20e eeuw blijven behoren, hoewel ook Venetië het in 1690 voor korte tijd wist te veroveren.
In Vlorë werd in 1912 tijdens de Eerste Balkanoorlog de onafhankelijkheid van Albanië uitgeroepen. Het was de eerste hoofdstad van Albanië, totdat het in 1914 door Italiaanse troepen werd bezet en Durrës voor zes jaar de nieuwe hoofdstad werd. In 1919 werden de Italianen na een opstand verdreven.

## Sport
Voetbalclub KS Flamurtari Vlorë werd opgericht in 1923 en komt in het seizoen 2014-2015 uit in de Kategoria Superiore, Albaniës hoogste klasse. Het team werd eenmaal kampioen, in 1991. De thuiswedstrijden van de vereniging worden afgewerkt in het Stadiumi Flamurtari, dat plaats biedt aan 13.000 toeschouwers.
Vlorë huisvest daarnaast nog een kleinere voetbalclub, KF Vlora, die eveneens zijn thuisbasis heeft in het Stadiumi Flamurtari.
Vlorë was op 11 mei 2025 start- en aankomstplaats van de derde etappe van wielerkoers Ronde van Italië. De Deen Mads Pedersen won er de rit en name de roze leiderstrui over.

## Zustersteden
- Hollywood (Florida, Verenigde Staten)
- İzmir (Turkije)
- Monopoli (Italië)
- Prizren (Kosovo)

## Geboren
- Ismail Qemali (1844-1919), premier en publicist, riep in 1912 mee de Albanese onafhankelijkheid uit
- Manush Myftiu (1919-1997), minister en parlementsvoorzitter
- Baba Mondi (1959), geestelijke leider
- Geri Çipi (1976), voetballer
- Ervin Skela (1976), voetballer
- Arjan Pisha (1977), voetballer
- Daniel Xhafa (1977), voetballer
- Taulant Kuqi (1985), voetballer
- Franc Veliu (1988), voetballer
- Ardit Shehaj (1990), voetballer